# 라차루스 푹스
라차루스 이마누엘 푹스(독일어: Lazarus Immanuel Fuchs IPA: [ˈlat͡saʀʊs ɪˈmaːnu̯eːl fʊks], 1833년 5월 5일 ~ 1902년 4월 26일)는 선형 미분 방정식에 공헌한 독일의 수학자이다.

## 생애

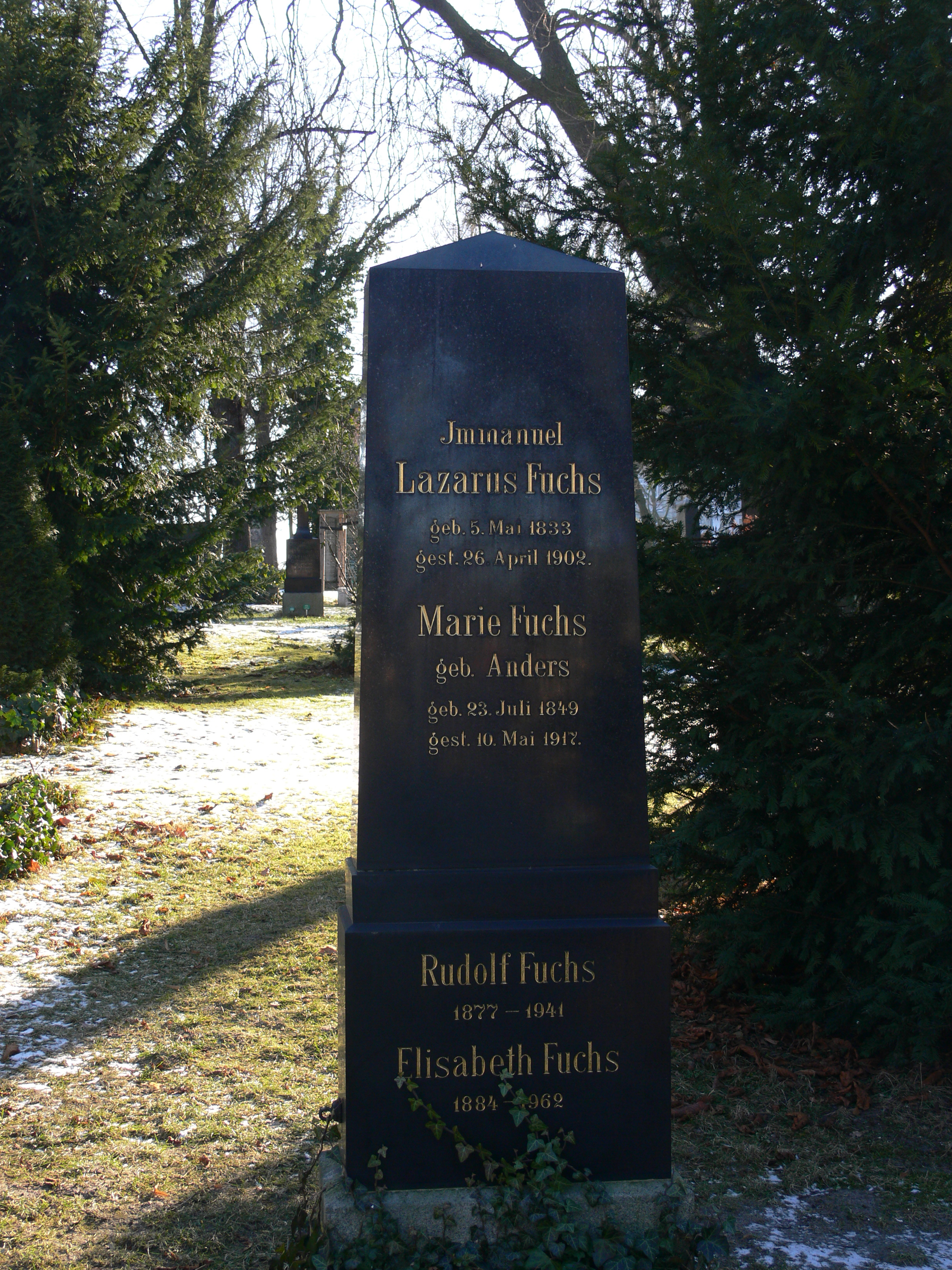
베를린에 있는 푹스와 그 아내의 묘

1833년 프로이센 포즈난 근처의 소도시 모시나(오늘날 폴란드에 속함)의 유대인 가정에서 태어났다. 아버지 라파엘 푹스(독일어: Rafael Fuchs)는 교사였으며, 어머니는 체칠리 카츠(독일어: Caecilie Katz)였다. 1853년에 김나지움을 졸업하였다.
1854년에 베를린 훔볼트 대학교에 입학하였고, 거기서 카를 바이어슈트라스가 푹스의 재능을 눈치채 직접 가르쳤다. 바이어슈트라스 밑에서 1858년에 박사 학위를 수여받았으며, 1859년 3월 19일에 베를린의 한 김나지움의 교사가 되었다. 1860년에 반유대주의를 피하기 위하여 에른스트 쿠머와 카를 바이어슈트라스의 권고에 따라 유대교에서 루터교로 개종하였다.
1868년에 마리 안데르스(독일어: Marie Anders, 1849~1917)와 결혼하여, 4남 2녀를 두었다. 자녀 가운데 아들 막시밀리안 에른스트 리하르트 푹스(독일어: Maximilian Ernst Richard Fuchs, 1873~1873)는 역시 유명한 수학자가 되었으며, 딸 클라라(독일어: Clara, 1869~1954)는 유명한 수학자 루트비히 슐레싱거(독일어: Ludwig Schlesinger, 1864~1933)와 결혼하였다.
1869년 2월 3일에 그라이프스발트 대학교(Ernst-Moritz-Arndt-Universität Greifswald) 교수가 되었다. 이후 1874년 1월 23일에 괴팅겐 대학교로 이전하였으며, 1875년에는 하이델베르크 대학교로 이전하였다. 1884년에 에른스트 쿠머가 은퇴하자, 쿠머를 대신하여 베를린 훔볼트 대학교 교수직을 얻었고, 여기서 평생 교편을 잡았다.
1902년 4월 26일에 베를린에서 사망하였다. 베를린의 옛 성(聖) 마태 공동묘지(독일어: Alter Sankt-Matthäus-Kirchhof 알터 상크트마테우스키르히호프[*])에 매장되었다.

## 저서
- Fuchs, Lazarus Immanuel (1881). 《Über Funktionen zweier Variabeln, welche durch Umkehrung der Integrale zweier gegebener Funktionen entstehen》 (독일어). 괴팅겐.
- Fuchs, Lazarus Immanuel (1901). 《Zur Theorie der linearen Differentialgleichungen》 (독일어). 베를린.

## 참고 문헌
- Wilczynski, Ernest Julius (1902). “Lazarus Fuchs”. 《Bulletin of the American Mathematical Society》 (영어) 9 (1): 46–49. doi:10.1090/S0002-9904-1902-00952-X. ISSN 0002-9904. MR 1557937.
- Gray, Jeremy (1984). “Fuchs and the theory of differential equations”. 《Bulletin of the American Mathematical Society (New Series)》 (영어) 10 (1): 1–26. doi:10.1090/S0273-0979-1984-15186-3. ISSN 0273-0979. MR 722855. Zbl 0536.01013.